# Myrtjärnen, Medelpad
Myrtjärnen är en sjö i Ånge kommun i Medelpad och ingår i Ljungans huvudavrinningsområde. Sjöns area är 0,02 kvadratkilometer och den befinner sig 458 meter över havet.